# 야신 벤지아
야신 벤지아(Yassine Benzia, 1994년 9월 8일 ~ )는 알제리의 축구 선수이다.